# Willy Caron
Willy Caron (Venlo, 15 juni 1934 – Den Haag, 26 april 2010) was een Nederlands operazanger. Als tenorzanger brak hij in 1964 door toen hij het Internationale Verdiconcours in Venetië won. Twee jaar later won hij het Internationaal Vocalisten Concours in Verviers. De pers omschreef hem als “een stemwonder om wie 's werelds grootste operahuizen nog zullen vechten”.
In de tweede helft van de jaren zestig was hij een veelgevraagd vocalist. Caron trad op in heel Europa. Daarnaast leidde hij het Willy Caron Muziektheater in Den Haag. Dit theater zet zich in voor een zo breed mogelijke toegankelijkheid van het vocale klassiekemuziekrepertoire.
In november 2009 gaf Caron in Venlo zijn laatste optreden. Een paar dagen na dat optreden werd hij met darmklachten opgenomen in het ziekenhuis. Bij een operatie traden complicaties op, waarvan hij niet meer herstelde. Caron overleed op 75-jarige leeftijd.

## Familie
Carons broer Etienne was een bekend kunstschilder.